# Adolf Geßner (Kunsthistoriker)
Adolf Geßner (* 31. Dezember 1909 in Bingen; † 13. März 1988 in Wiesbaden) war ein deutscher Kunsthistoriker und Unternehmer.

## Leben
Adolf Geßner wurde 1909 als Kind des Binger Kaufmanns Karl Geßner und dessen Ehefrau Eva, geborene Rumpf, geboren. Geßner besuchte das heutige Stefan-George-Gymnasium, damals humanistisches Gymnasium seiner Stadt, das er 1928 mit Erlangung der Hochschulreife verließ. Bereits während der Schulzeit zeigte Geßner ein großes kunstgeschichtliches Interesse. Geßner studierte Kunstgeschichte, Archäologie, Geschichte und Germanistik in Freiburg im Breisgau, München, Paris, Berlin, Bonn und Frankfurt. 1935 wurde er mit einer Dissertation über „Die Entwicklung des gotischen Kapitells in Südwest- und Westdeutschland“ zum Doktor der Philosophie promoviert.
Nach dem Zweiten Weltkrieg wurde er Unternehmer und stieg als Mitgesellschafter in die Mainzer „Verlagsanstalt und Druckerei Will & Rothe“ ein.
Adolf Geßner wurde in seinem Geburtsort Bingen am Rhein beigesetzt.

## Werk
Adolf Geßner verfasste grundlegende Studien zu Johann Melchior Österreich, einem oberschlesischen, aus Ratibor stammenden Bildhauer des 18. Jahrhunderts. In der im Berliner Gustav Weise Verlag erschienenen Kleinschriften-Reihe „Das Meisterwerk“ stellte er zahlreiche Bildhauer und Maler des 16. bis 18. Jahrhunderts vor.

## Schriften
- Die Entwicklung des gotischen Kapitells in Südwest- und Westdeutschland im 13. Jahrhundert. Triltsch, Würzburg 1935.
- Neues zum Werk des Johann Melchior Österreich. In: Der Oberschlesier, Jg. 21 (1939), S. 168 ff.
- Johann Melchior Österreich. Ein oberschlesischer Bildhauer des 18. Jahrhunderts und sein Kreis. In: Zeitschrift des deutschen Vereins für Kunstwissenschaft, Jg. 7 (1940), Heft 2/3, S. 131–151.
- Einige weniger bekannte Plastiken des 14. Jahrhunderts im Rheingau. In: Jahrbuch für das Bistum Mainz, Jg. 2 (1947), S. 242–250.
- Das Epitaph des Philipp Erwin von Schönborn. Ein Beitrag zur Rauchmüllerforschung. In: Jahrbuch für das Bistum Mainz, Jg. 3 (1948), S. 75–88.
- Bemerkungen aus Topographie und Ikonographie zum Schönbornepitaph Matthias Rauchmüllers. In: Jahrbuch für das Bistum Mainz, Jg. 4 (1949), S. 339–345.
- Ein unbekanntes Jugendwerk Matthias Rauchmüllers. In: Zeitschrift für Kunstwissenschaft, Jg. 3 (1949), Heft 1, S. 32–36.
- Das Johannisberger Lesepult. In: Jahrbuch für das Bistum Mainz. In: Jahrbuch für das Bistum Mainz, Jg. 4 (1949), S. 416.
- Traditionen im Westchor des Mainzer Domes. In: Mainzer Kalender, Jg. 1950, Mainz 1949, S. 40–43.
- Das Gestühl im Westchor des Mainzer Domes. Matthias-Grünewald-Verlag, Mainz 1950 (= Ergänzungsbände zum Jahrbuch für das Bistum Mainz, Bd. 1).
- Abtei Rauden in Oberschlesien.Holzner-Verlag, Kitzingen 1952 (= Quellen und Darstellungen zur schlesischen Geschichte, Bd. 2).